# إروين تشارغاف
إروين تشاغراف (بالإنجليزية: Erwin Chargaff)‏ (11 أغسطس 1905 - 20 جوان 2002) كان عالم كيمياء حيوية نمساوي-مجري، هاجر إلى الولايات المتحدة وعمل بروفيسورا في المدرسة الطبية لجامعة كولومبيا. اكتشف تشاغراف من خلال تجارب حريصة قاعدتين ساعدتا في اكتشاف بنية اللولب المزدوج الخاصة بالدنا.
تنص القاعدة الأولى على أن عدد وحدات الغوانين في الدنا يساوي وحدات السايتوسين وعدد وحدات الأدينين يساوي وحداث الثايمين، ألمح هذا إلى بنية زوج قاعدي للدنا. وتنص الثانية على أن الكمية النسبية لقواعد للغوانين والسايتوسين والأدينين والثايمين تختلف من نوع لآخر، وهذا ألمح إلى أن الدنا -بدل البروتين- يمكن أن يكون المادة الجينية.

## حياته
ولد تشاغراف في 11 أغسطس 1905 لعائلة يهودية بتشيرنوفتسي دوقية بوكوفينا، الإمبراطورية النمساوية المجرية وحاليا أوكرانيا، هاجرت عائلته إلى فيينا عند اندلاع الحرب العالمية الأولى، أين درس في مدرسة جيمنازيوم واساغاس وبعدها في جامعة فيينا للتنكولوجيا أين التقى بزوجته المستقبلية فيرا بروادو. من 1924 حتى 1928 درس شاغراف الكيمياء في فيينا وحصل على الدكتورا بالعمل تحت إشراف فريتز فيجل.
تزوج فيرا بروادو سنة 1928 وأنجب منها طفلا وحيدا هو توماس تشاغراف. عمل تشاغراف من 1929 حتى 1930 كزميل باحث في ميلتن كامبال بمجال الكيمياء العضوية بجامعة ييل، لكن لم تعجبه نيو هيفن كونيتيكت فرجع إلى أروبا وعاش فيها من 1930 حتى 1934 وعمل أولا كمساعد مسؤول على الكيمياء في فرع علم الجراثيم والصحة العمومية بجامعة هومبولت في برلين (1930-1933) ثم أجبر على الاستقالة من مكانه في ألمانيا نتيجة السياسات النازية، ثم عمل ثانيا كباحث مساعد في معهد باستور بباريس (1933-1934).

## قاعدتي تشارغاف
وفقًا لتزاوج القواعد المتكاملة، فإن عدد قواعد الأدينين في جزيء الحمض النووي (DNA)، لا بد أن يساوي عدد قواعد الثايمين. وبالمثل، عدد قواعد الجوانين لا بد أن يساوي دائمًا عدد قواعد السيتوزين. ويُعرَف هذا بقواعد تشارجاف.

## روابط خارجية
- إروين تشارغاف على موقع IMDb (الإنجليزية)
- إروين تشارغاف على موقع الموسوعة البريطانية (الإنجليزية)
- إروين تشارغاف على موقع مونزينجر (الألمانية)
- إروين تشارغاف على موقع إن إن دي بي (الإنجليزية)